# Kellyite
La kellyite è un minerale.